# Macrognathus taeniagaster
Macrognathus taeniagaster és una espècie de peix pertanyent a la família dels mastacembèlids.
Es distribueix per l'Àsia: conques dels rius Mekong, Chao Phraya i Mae Klong.
És un peix d'aigua dolça, bentopelàgic i de clima tropical.
Fa 16 cm de llargària màxima.
Passa la major part del dia enterrat al fang, la sorra o la grava fina.
Menja durant la nit larves d'insectes bentònics, crustacis i cucs.
És venut fresc i forma part, sovint, del mercat de peixos d'aquari.
És inofensiu per als humans.